# Cliothosa
Cliothosa is een geslacht van sponsdieren uit de klasse van de Demospongiae (gewone sponzen).

## Soorten
- Cliothosa aurivillii (Lindgren, 1897)
- Cliothosa dichotoma (Calcinai, Cerrano, Sarà & Bavestrello, 2000)
- Cliothosa hancocki (Topsent, 1888)
- Cliothosa investigatoris (Annandale, 1915)
- Cliothosa quadrata (Hancock, 1849)
- Cliothosa tylostrongylata Cruz-Barraza, Carballo, Bautista-Guerrero & Nava, 2011